# Afrodita
En la mitologia grega, Afrodita (grec antic: Ἀφροδίτη, Aphrodītē) era la deessa de l'amor, la bellesa, el plaer, la passió i la fecunditat. Era representada nua, i entre els seus símbols destaquen la copinya, la murta, la poma i el colom, i també la rosa, el pardal i el cigne. El culte a Afrodita era molt estès en el món grecoromà, i en la mitologia romana correspon a Venus. Pel que fa al seu origen, té força similituds amb la deessa fenícia Astarte, amb la deessa mesopotàmica Ishtar i amb la sumèria Inanna, de manera que és possible que sigui d'origen oriental, de Xipre o de les costes fenícies.
El culte a Afrodita era particularment important a Corint, Atenes, Xipre, Esparta i a l'illa de Citera; d'aquí que en la literatura rebés els epítets de Cípria (en referència a Xipre) i Citerea, entre molts altres específics per cada localitat. Per altra banda, els grecs distingien entre dues deesses, Afrodita Urània ('la celestial'), símbol de l'amor pur, i Afrodita Pandemos ('de tot el poble'), relacionada amb el plaer carnal. El naixement d'Afrodita Urània es relaciona amb el moment en què Cronos va tallar els genitals a Urà i els va llençar al mar: llavors es va crear una escuma de la qual va néixer la deessa, i el vent Zèfir la va portar fins a Xipre, on la van criar les Hores. Per la seva banda, Afrodita Pandemos, que sembla posterior, és considerada filla de Zeus i de Dione.
Era la deessa més bella i pràcticament ningú no es podia resistir als seus encants. Zeus la va humiliar fent-la enamorar d'un simple mortal, Anquises, de qui va tenir Enees. Per ordre de Zeus, va ser l'esposa d'Hefest, un déu lleig i coix, però li va ser infidel tenint aventures amoroses amb Hermes i Ares, tenint amb aquest últim a Eros. Va ser la guanyadora de l'anomenat Judici de Paris, l'origen mitològic de la famosa Guerra de Troia. Atena, Hera i Afrodita van demanar a Paris, fill del rei de Troia, que triés quina era la deessa més bella de totes tres. Afrodita va seduir Paris prometent-li l'amor de la dona mortal més bella de la Terra; Paris es va deixar convèncer i va donar el seu vot a Afrodita. La dona més bella era Helena, esposa de Menelau. Afrodita va ajudar a Paris a raptar-la i endur-se-la a Troia. Això va motivar els grecs a unir-se per atacar la ciutat i recuperar Helena. Naturalment, durant el transcurs de la guerra, Afrodita va ajudar sempre els troians mentre que Atena i Hera ajudaven els grecs.

## Nom

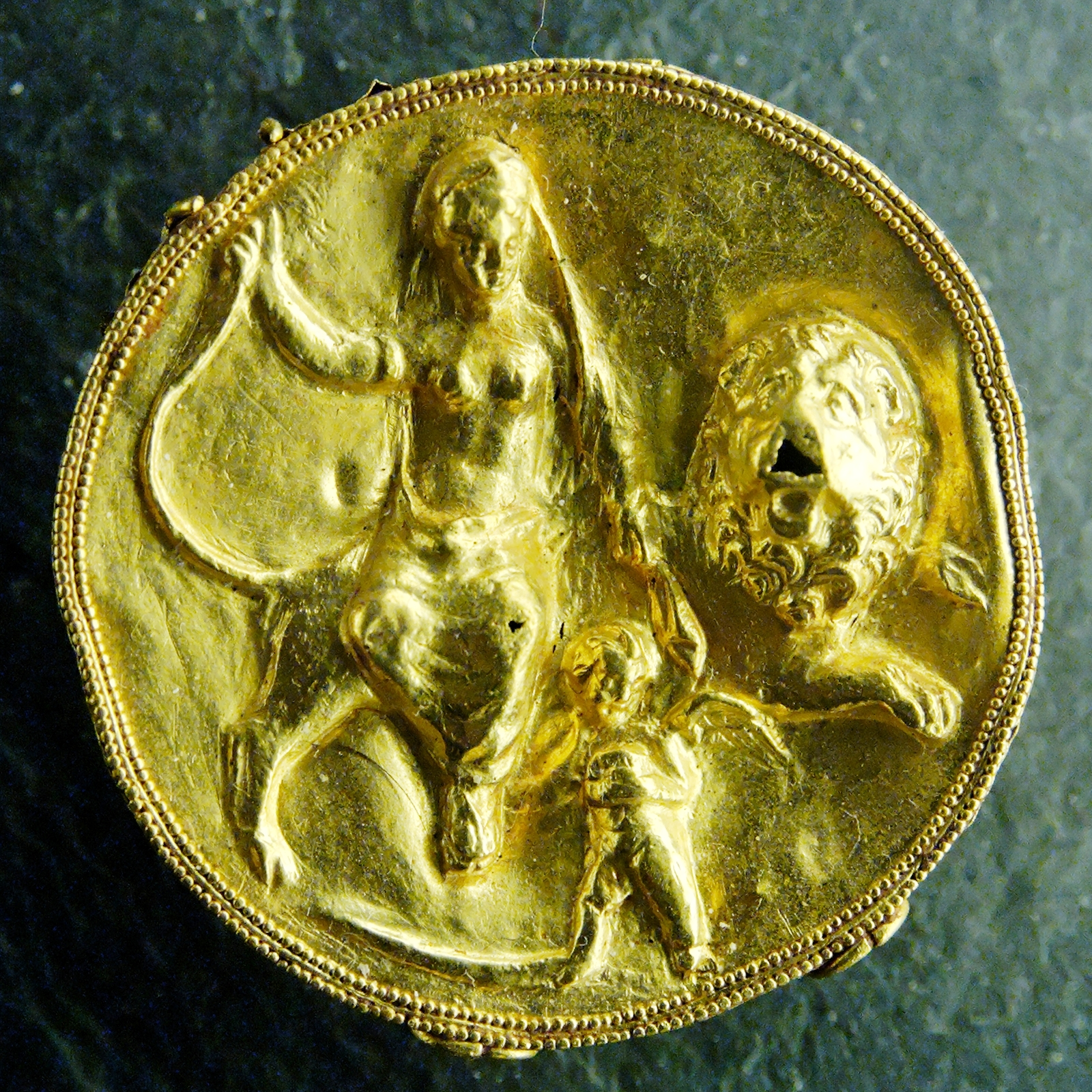
Afrodita sobre un lleó, a Síria

Atès que segurament Afrodita és una deessa d'origen oriental, probablement cal relacionar el seu nom amb el d'una llengua no grega. Així doncs, no és raonable l'etimologia popular que relacionava el nom d'Afrodita amb el mot ἀφρός (afrós, 'escuma'), en el sens de 'sorgida de l'escuma' i personificada en un mite etiològic que ja era conegut per Hesíode. Els antics també relacionaven el seu nom amb un mot de l'idioma parlat pels messapis o l'etrusc, per als quals significava 'abril'. Per altra banda, Mallory i Adams ofereixen una etimologia de l'indoeuropeu abhor ('molt') i dhei ('brillar').
Hi ha hagut nombroses propostes modernes per l'etimologia del nom, com ara considerar-lo derivat del semític Aštoret, deessa de la fecunditat, o bé amb el terme πρύτανις (prýtanis), un préstec grec d'un cognat de l'etrusc pruni ('senyor') o similar, tal com defensa Hammarström però rebutja Frisk. però la manca de documentació, continuen sense ser concloents. Pel que fa a la derivació del semític, una etimologia plausible seria del barīrĩtu assiri, un esperit femení trobat en els textos babilònics mitjans i tardans, del qual derivaria un possible significat de 'la qui ve al vespre', una manifestació del planeta Venus com a estel vespertí, un atribut ben conegut de la deessa mesopotàmica Inanna/Ishtar.

### Afrodita Urània i Afrodita Pandemos

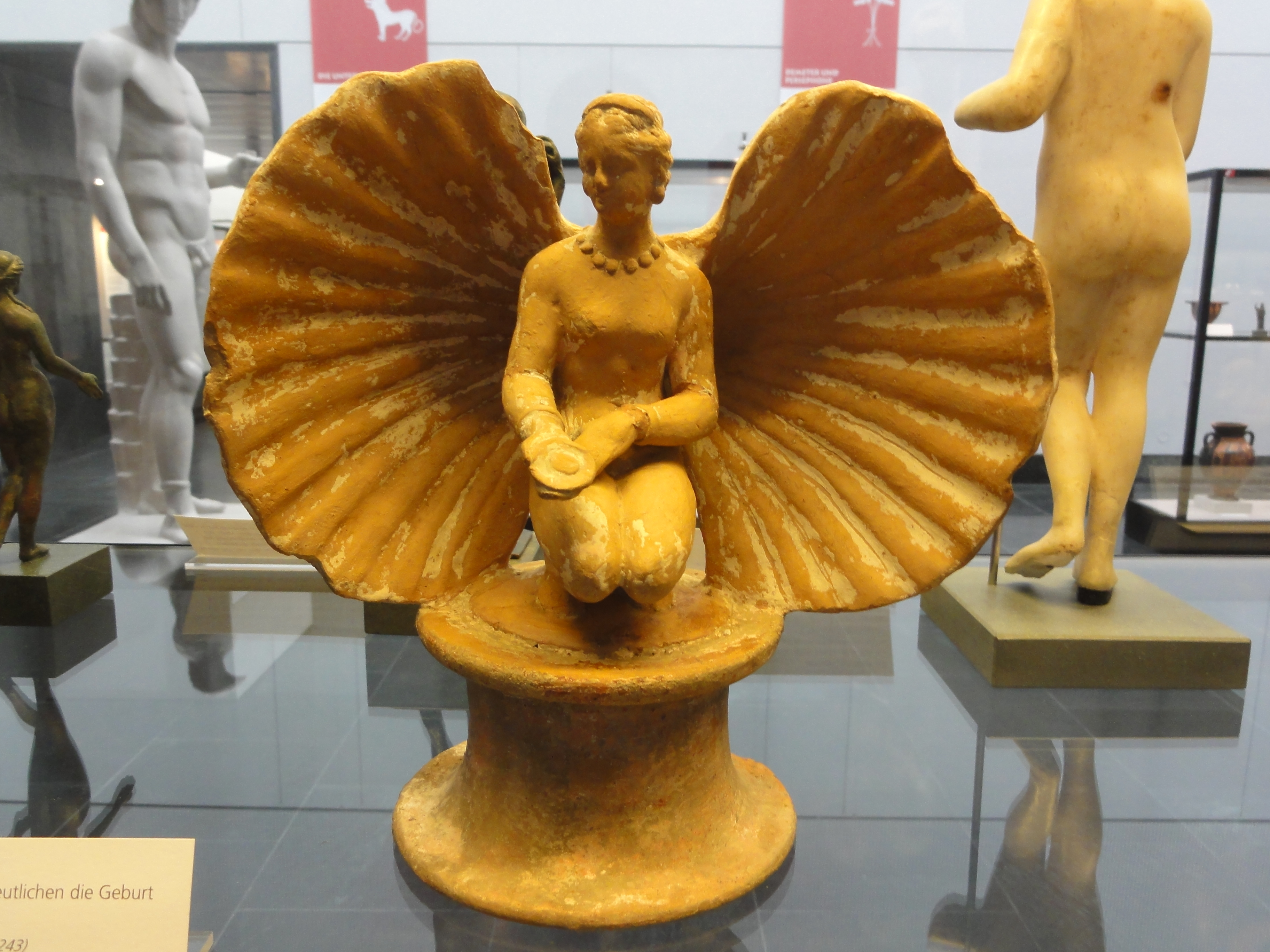
Afrodita Urània té com atributs un cigne, una tortuga o un globus celestial mentre que els d'Afrodita Pandemus solen ser petxines o altres elements marins.

A finals del segle v aC, els filòsofs van distingir Afrodita en dues deesses diferents, però no individualitzades en el culte: l'Afrodita Urània, 'filla d'Úranos', i l'Afrodita Pandemos, l'Afrodita comuna 'de tot el poble', relacionada amb una altra tradició que la fa nascuda de Zeus i Dione. Entre els neoplatònics i els seus intèrprets cristians, la primera era figurada com l'Afrodita celestial, representant l'amor pur, l'amor conjugal, la modèstia i les virtuts de la dona casada; mentre que la segona estava associada amb el simple desig sexual. La representació de l'Afrodita Urània, amb un peu descansant sobre una tortuga, fou interpretada posteriorment com a emblema de l'amor conjugal.

## Culte

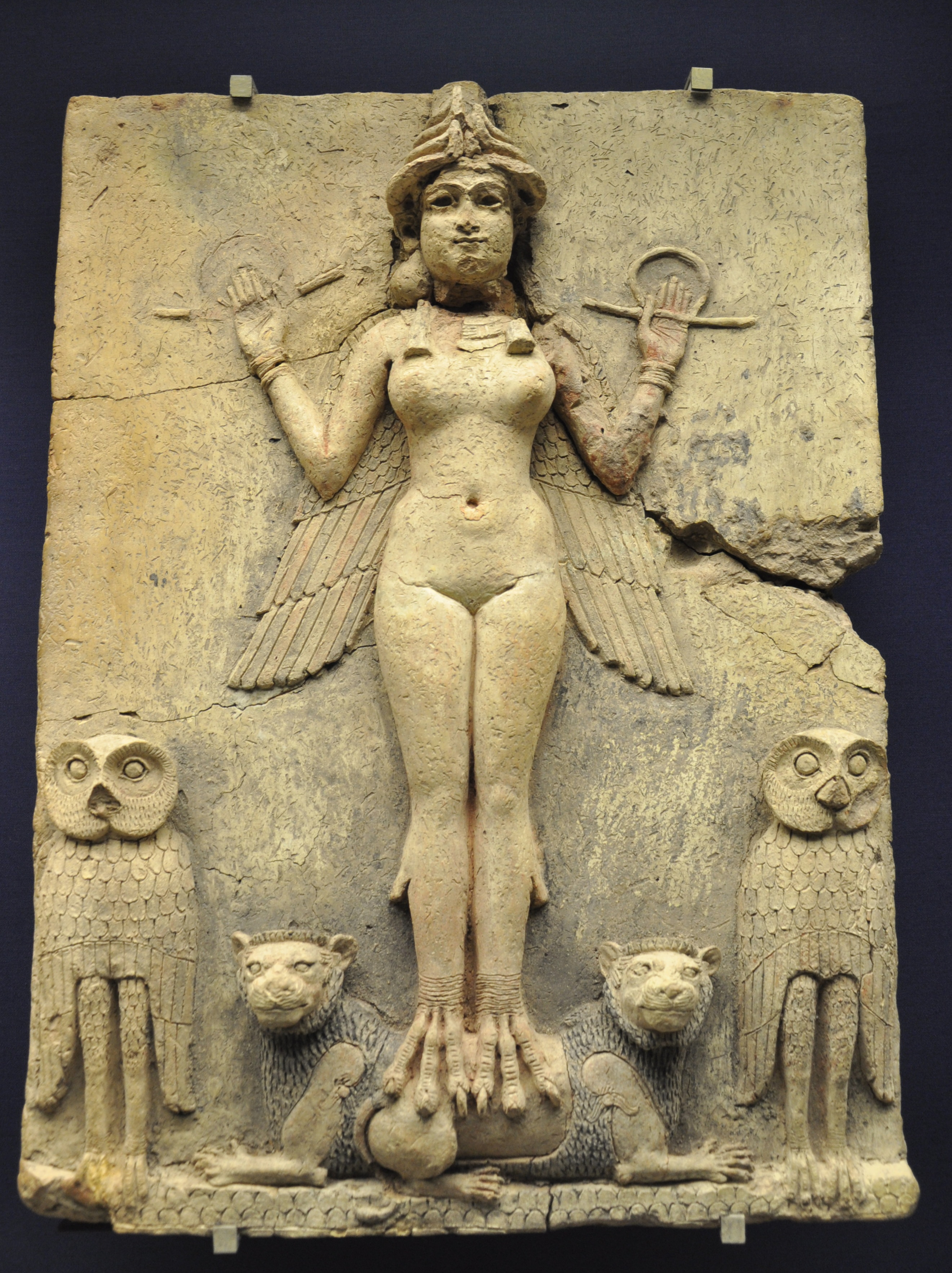
Deessa Ishtar en un temple babiloni

El principal centre d'adoració a Afrodita va romandre a Pafos, al sud-oest de la costa de Xipre, on la deessa del desig havia estat venerada antigament amb els noms de Ishtar i Astarte. Es deia que el seu culte havia desembarcat procedent de l'est, primer a Citera, una altra illa que era lloc d'aturada habitual en els viatges comercials entre la costa jònia, Creta i el Peloponnès, cosa que ha fet suposar un origen fenici d'Afrodita.
L'epítet Afrodita Acidàlia fou usat per una font situada a Beòcia on es diu que utilitzava per banyar-s'hi. També era anomenada Cipris o Cípria (Cypris, Cypria) i Citerea (Cytherea) pels seus presumptes llocs de naixement a Xipre i a Citera, respectivament. L'illa de Citera també era un important centre del seu culte. En referència al santuari del mont Èrix, a Sicília, vora la ciutat d'Èrix, també rebia l'epítet d'Ericina.
Afrodita tenia els seus propis festivals, les Afrodísies, que se celebraven arreu de Grècia, però particularment a Esparta, Atenes i Corint. El seu culte consistia principalment en ofrenes d'encens i garlandes de flors però en alguns llocs se sacrificaven animals en honor seu: porcs, anyells, vedells. En el temple d'Afrodita ubicat al cim d'Acrocorint (abans de la destrucció romana de la ciutat el 146 aC) les relacions sexuals amb les seves sacerdotesses eren considerades un mètode d'adoració a la deessa. Aquest temple no fou reconstruït quan la ciutat es refundà sota domini romà el 44 aC, però és probable que els rituals de fertilitat perduressin en la ciutat, prop de l'àgora.

### Prostitució ritual
Un aspecte universal del culte d'Afrodita i les seves predecessores, del qual molts mitògrafs dels segles xix i xx han omès, és la pràctica de la prostitució religiosa en els seus santuaris i temples, sobretot al temple d'Artemisa, situat a Jònia, a la costa d'Àsia Menor. El terme grec que s'utilitzava per referir-se a aquestes prostitutes era hieròdules ('esclaves del temple'). Aquest costum fou una pràctica inherent als rituals dedicats a les antecessores d'Afrodita, també venerades a l'Orient Mitjà, la deessa sumèria Inanna i la deessa acàdia Ishtar. Aquesta pràctica arcaica ha estat documentada a Babilònia, Síria i Palestina, en les ciutats fenícies i en la colònia tíria de Cartago; i sobre l'Afrodita hel·lènica, a Xipre, Citera, Corint i Sicília.

## Mitologia

### Naixement

Representació pictòrica del naixement de Venus

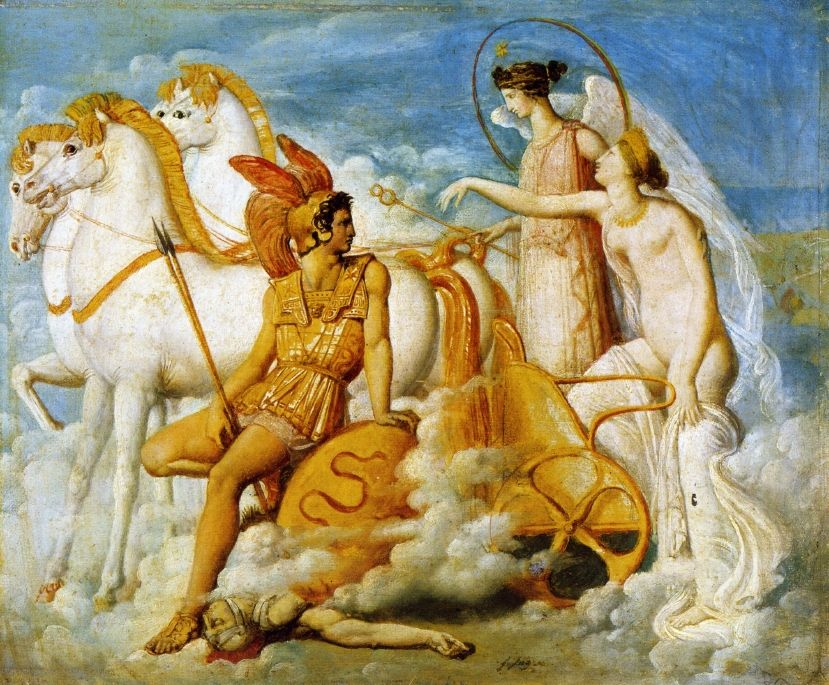
Afrodita ferida per Diomedes

Afrodita va néixer de l'escuma marina a prop de Pafos (Xipre), després que Cronos tallés durant la Titanomàquia els genitals a Úranos amb una falç i els llencés a la mar. En la seva Teogonia, Hesíode explica que els genitals «van ser després portats pel pèlag durant molt de temps. Al seu voltant sorgia del membre immortal una blanca escuma i enmig d'ella va néixer una donzella» ja adulta. Aquest mite d'Afrodita nascuda adulta, va ser un tema recurrent en l'art, més conegut amb el nom de Venus Anadiòmena ('Venus sortint de la mar', derivat del terme grec Αναδυόμενη, anadiomene, 'sortint'). Entre les representacions icòniques antigues, la més admirada i famosa fou la pintura d'Apel·les de Colofó, avui perduda, però descrita per Plini el Vell en el seu Naturalis Història.
Per això, Afrodita és d'una generació anterior a la de Zeus. Homer explica al cant V de la Ilíada una altra versió sobre el seu origen, segons la qual seria filla de Dione, que era una deessa mare («Dione» significa simplement 'deessa', forma genitiva femenina de la declinació de Δíος, la forma arcaica de la paraula «Zeus») que tenia un oracle a Dodona.
Segons Homer, Afrodita, va implicar-se en una batalla per protegir el seu fill Enees i va ser ferida per Diomedes, llavors va tornar amb la seva mare Dione, que estava a l'Olimp, davant la qual es va agenollar cercant consol. Dione sembla equivalent a Rea, la Mare Terra, però també la mateixa Afrodita va ser anomenada de vegades «Dione». Quan el culte a Zeus va usurpar el lloc de primacia de l'oracle- a la roureda de Dodona, alguns poetes el van tenir per pare d'Afrodita.
Hi ha autors que consideren que Afrodita era filla de Talassa, la personificació femenina de la mar, i de Zeus.

### Vida adulta

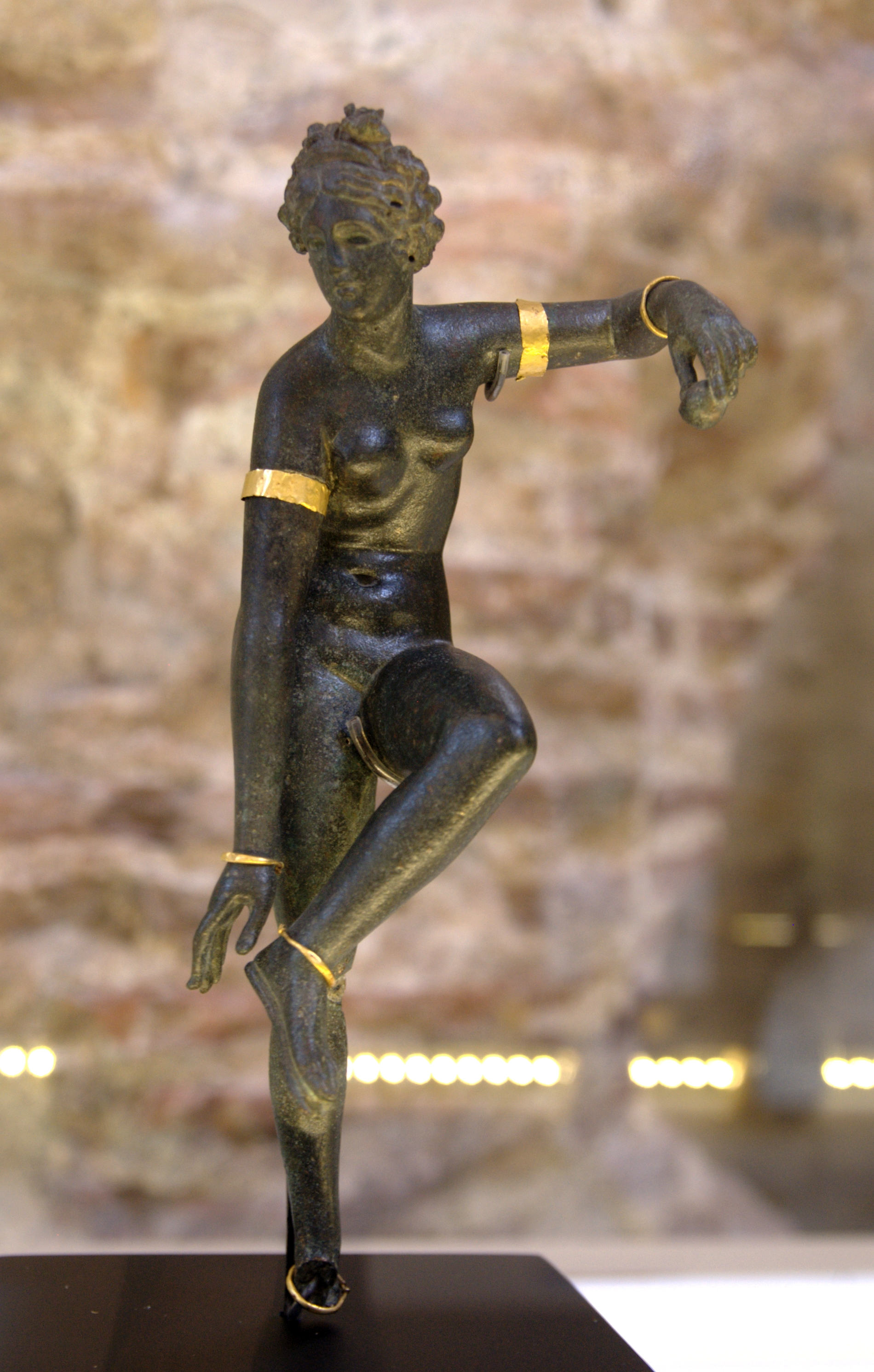
Afrodita traient-se la sandàlia

Afrodita no va tenir infantesa: en totes les imatges i referències va néixer adulta, núbil i infinitament desitjable. En molts dels mites menors tardans en què participa se la caracteritza com a vanitosa, susceptible i fins i tot malhumorada. Encara que és una de les poques deesses del panteó grec realment casada, amb freqüència és infidel al seu marit. Hefest és una de les deïtats hel·lèniques més equànimes, en el relat recollit en l'Odissea Afrodita sembla preferir a Ares, el voluble déu de la guerra, o a Adonis. És un dels pocs personatges que va ocupar un paper important en la causa original de la mateixa Guerra de Troia: no només va oferir a Helena d'Esparta a Paris, sinó que el rapte es va dur a terme quan aquest, en veure Helena per primera vegada, es va veure aclaparat pel desig de posseir-la, fet que correspon a la intervenció d'Afrodita. Estava associada amb Hespèria i les Hores, divinitats del cel i la meteorologia. Anava freqüentment acompanyada per les Gràcies, Peito (el déu de la persuasió), les deesses de les festivitats.

### Matrimoni amb Hefest
A causa de la seva immensa bellesa, Zeus temia que Afrodita fos motiu de disputes entre els altres déus. Per això la va casar amb Hefest, el sever déu del foc i la farga. Una altra versió d'aquesta història diu que Hera, la mare d'Hefest, el va llançar de l'Olimp per considerar-lo lleig i deforme. Aquest va obtenir la seva venjança amarrant-la a un tron màgic i exigint a canvi del seu alliberament el matrimoni amb Afrodita. Hefest estava contentíssim d'haver-se casat amb la deessa de la bellesa i va forjar per a ella un conjunt de joies, a més d'un cistell i un cinturó que la feia encara més atractiva als homes.

### La poma de la discòrdia

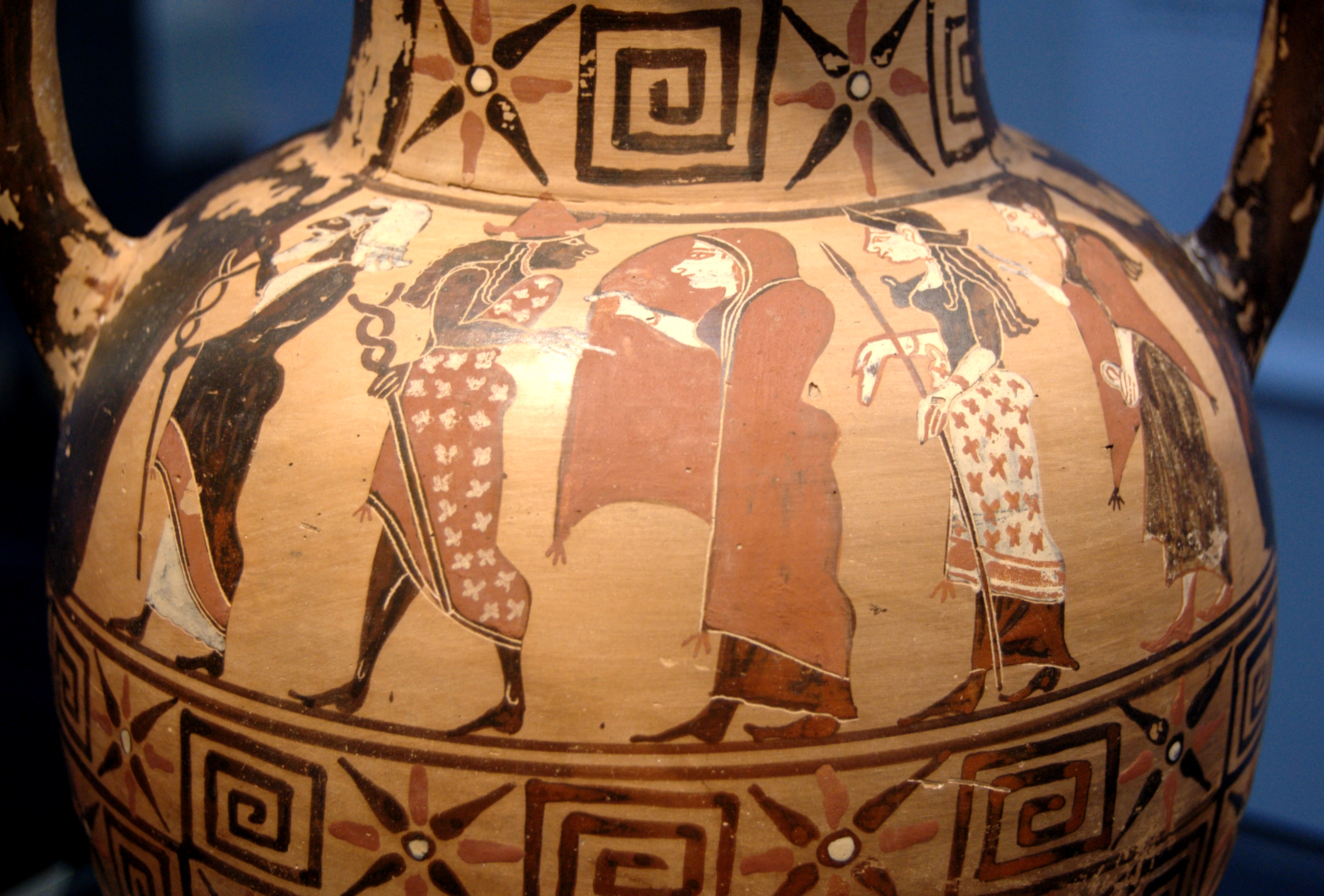
El judici de Paris

En la celebració del casament del rei Peleu, tots els déus estaven convidats excepte Eris. Aquesta, per venjar-se, es va presentar amb una poma d'or i la va llançar dient que l'havia portat per la deessa més bella. Afrodita, Hera i Atena reclamaven ser cadascuna la qui es mereixia la poma. Zeus va proposar que fos un mortal el qui jutgés qui era la més bella i va triar per fer-ho a Paris, fill del rei de Troia, el qual no va dubtar en donar-la a Afrodita. Aquesta llegenda, també coneguda com "El judici de Paris", ha estat un tema molt tractat pels artistes.

### Amants i descendència

Triomf d'Afrodita i Posidó, mosaic del

La infelicitat d'Afrodita en el seu matrimoni va fer que busqués la companyia d'altres déus, normalment Ares, però també Adonis. Hèlios va informar a Hefest de l'adulteri que la seva dona mantenia amb Ares. Com a venjança, va enxampar enginyosament a Ares i Afrodita amb una xarxa de fines cadenes que havia disposat sobre el llit perquè caiguessin al més mínim contacte. Llavors va cridar a tots els altres déus olímpics per burlar-se d'ells (però, «les deesses es van quedar a casa, totes per vergonya») i algun déu va comentar alegrement que no li hauria importat sentir tal vergonya. Hefest no els va alliberar fins que Posidó li va prometre que Ares pagaria pels greuges, però tots dos van escapar tan aviat com va aixecar la xarxa i no van mantenir la seva promesa.
Els fills que se li atribueixen amb els diferents amants que va tenir es poden veure en el següent quadre, en primer lloc estan els déus amants i després els humans:
| Amants   | Fills                                               |
| -------- | --------------------------------------------------- |
| Hefest   | cap                                                 |
| Ares     | Fobos, Dimos, Harmonia, Eros, Ànteros, Hímer, Potos |
| Dionís   | Priap                                               |
| Hermes   | Hermafrodit                                         |
| Posidó   | Rode                                                |
| Zeus     | Tique                                               |
| Adonis   | Bèroe, Golgos                                       |
| Faetont  | Astínous                                            |
| Anquises | Enees                                               |
| Butes    | Èrix                                                |

### En la literatura llatina

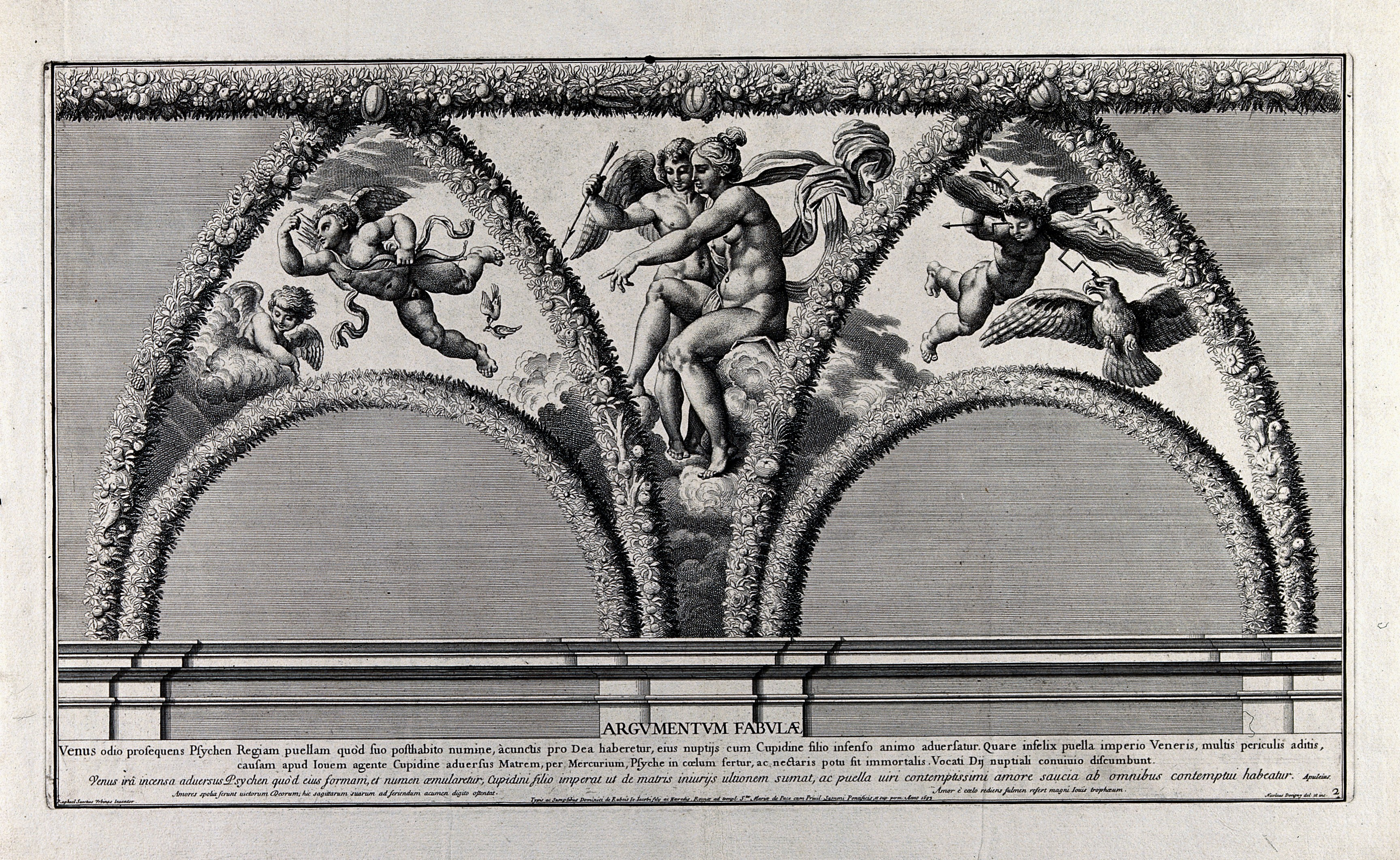
Afrodita envia l'Eros a la Psique

Afrodita és un personatge secundari en la història d'Eros i Psique. Per la gelosia d'una noia anomenada Psique, la deessa vol fer-la casar amb l'home més lleig del món, i per a fer-ho implica el seu fill Eros. La casualitat fa que Eros s'enamori d'ella, però, per no ofendre sa mare, la deessa Afrodita, Eros es veu d'amagat amb ella, la qual ni tan sols sap qui és el seu amant, ja que li fa prometre que s'estimaran a fosques i no preguntarà sobre la seva identitat. Un dia Psique trenca la promesa feta i Eros, decebut, l'abandona. Per tal de recuperar el seu amor Psique fa un llarg viatge i ha de superar les proves que li imposa Afrodita. Aquest relat pertany al llibre de Luci Apuleu Les Metamorfosis.
Afrodita està present en un altre text de la literatura llatina. Es tracta de l'Eneida del poeta Virgili. Aquesta obra és una continuació del relat grec de la Ilíada; però mentre a la guerra de Troia és una defensora de Paris i dels troians, en la continuació del relat que fa Virgili, els supervivents de la destrucció de Troia que desitgen fundar una nova ciutat a la península Itàlica es troben amb l'oposició continuada d'Afrodita.

## Equivalents

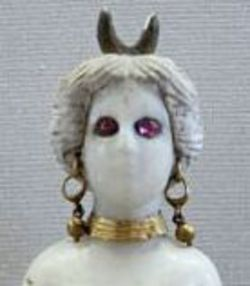
Representació d'Astarté, amb banyes

En moltes altres cultures antigues es poden trobar deesses amb els mateixos atributs o invocades amb les mateixes funcions. Són equivalents: Inanna en la mitologia sumèria, Astarté en la fenícia, Turan en l'etrusca i Venus en la romana. També té similituds o paral·lelismes amb deesses indoeuropees com ara Ushas o Aurora. Aquesta identificació es va fer ja en l'antiguitat: Segons Pausànies, els primers que establiren el seu culte foren els assiris, i després d'ells els pafosians de Xipre i els fenicis que vivien a Ascaló (Palestina), els quals van ensenyar el seu culte als habitants de Citera.

## Atributs

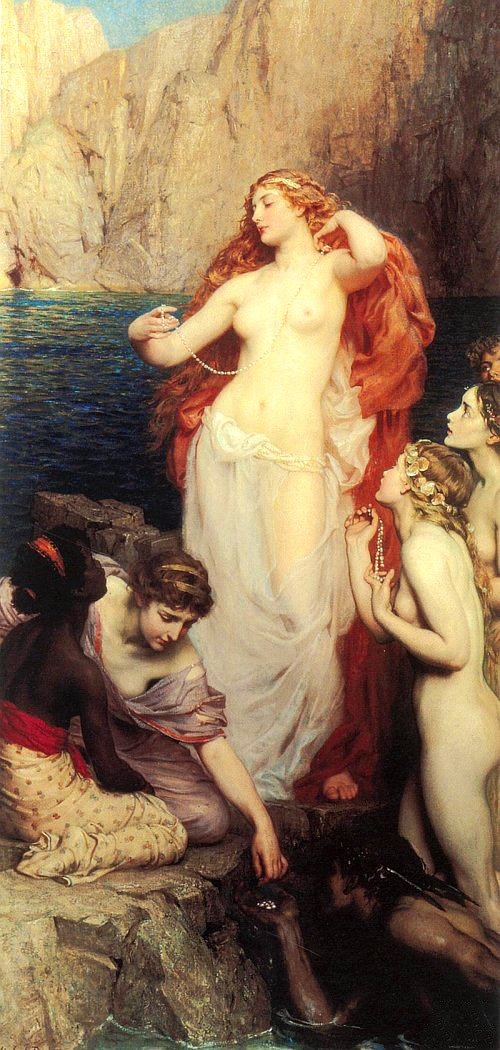
Les perles d'Afrodita

Com que havia nascut de la mar, els objectes que la representaven podien ser: les cloïsses, les ostres, les perles, els dofins i també la mar. A partir de la llegenda de la "poma de la discòrdia" (o el judici de Paris), la poma va esdevenir un altre símbol d'Afrodita. Es deia que tenia una corona de flors i fulles amb poders màgics que donava el do de la seducció al qui la portava, per això la corona floral era un altre símbol. En altres textos s'esmenten les fletxes daurades com a objectes sagrats d'Afrodita. Des de la seva associació amb la Venus romana, va adoptar els seus símbols:la murtra i les roses, plantes relacionades amb el desig sexual. També de Roma li va venir que la relacionessin amb els ànecs i els cignes, animals que habitaven el jardí del temple de Venus al Capitoli.
Com a Afrodita Urània, l'objecte que la representava era la closca de tortuga.